# 塞爾姆克巴赫河
51°23′52.5″N 7°21′37.8″E / 51.397917°N 7.360500°E
塞爾姆克巴赫河（德語：Selmkebach），是德國的河流，位於該國西部，流經北萊茵-威斯特法倫州，屬於魯爾河的右支流，河道全長3.7公里，流域面積3平方公里。